# 日進医療器
日進医療器株式会社（にっしんいりょうき、Nissin Medical Industries CO,.LTD. ）は、愛知県北名古屋市に本社を置く車椅子メーカーである。

## 歴史
- 1964年（昭和39年）2月 - 名古屋市西区大野木3-2にて日進発條株式会社を設立。スプリングおよびプレス製品の製造を開始。
- 1965年（昭和40年）3月 - 国立身体障害センターの指導により、車椅子の研究開始。
  - 10月 - 車椅子の試作品を発表し、同時に発売を開始 。
- 1970年（昭和45年）10月 - 社名を日進医療器株式会社に変更。
- 1971年（昭和46年）2月 - 義肢材料の製造を開始 。
  - 10月 - 軽合金ストレッチャーおよびリハビリテーション器具の製造を開始 。
- 1979年（昭和54年）3月 - 本社組立工場を新設（現 徳重工場） 。
- 1981年（昭和56年）3月 - 本社熔接工場を新設（同上）。
- 1984年（昭和59年）12月 - 名古屋市西区新木町に名古屋工場を新設 。
- 1985年（昭和60年）9月 - 合弁契約に基づき、台湾工場で車椅子の製造を開始 。
- 1986年（昭和61年）8月 - 東京都文京区に東京営業所を新設 。
- 1987年（昭和62年）8月 - 世界一軽い（5.7kg/台）チタン製車椅子を開発。
- 1988年（昭和63年）4月 - ソウルパラリンピック用車椅子を200数台輸出 。
  - 9月 - カーボンファイバ一製の車椅子を完成 。
  - 10月 - スポーツタイプの車椅子の製作図面をコンピュータ化 。
- 1989年（平成元年）2月 - アルミ製車椅子のシリーズ化に着手 。
- 1990年（平成2年）4月 - 周辺機器シリーズスタート 。
- 1992年（平成4年）5月 - モジュール車椅子NEW MOS発表 。
- 1993年（平成5年）5月 - アルミ製車椅子シリーズ発売 。
- 1994年（平成6年）11月 - 本社を現社屋に移転。東京営業所を文京区小石川に移転 。
- 1995年（平成7年）2月 - 立体「自動倉庫」完成 。
  - 9月 - 木製車椅子が通商産業省より「グッド・デザイン福祉賞」受賞（グッド・デザイン選定商品） 。
- 1996年（平成8年）3月 - 六輪車を発表。
- 1997年（平成9年）1月 - （社）中小企業研究センター賞「全国表彰」受賞。
- 1998年（平成10年）4月 - 福岡市博多区に九州営業所を新設。
  - 10月 - 松下電器産業（現 パナソニック）と共同開発により車椅子では世界初となるニッケル水素バッテリー使用のNEO-P1発売。
- 1999年（平成11年）7月 - 国際品質規格「ISO9001」認証取得。
  - 10月 - 製品安全協会「SGマーク」工場登録。
- 2002年（平成14年）10月 - 「ISO9001」2000年版更新審査登録。
- 2004年（平成16年）10月 - NAシリーズフルモデルチェンジ。NA400シリーズとしてデビュー。世界初の四輪駆動電動車いす「Patra Four」発売。
- 2005年（平成17年）1月 - 平成16年度「愛知ブランド企業」に認定。カワムラサイクルとの提携中止
  - 3月 - 愛・地球博にてポルテiR（自走型車椅子）を500台採用。
- 2006年（平成18年）10月 - 第2回国際ユニヴァーサルデザイン会議2006in京都に参加。来場者貸出用にiR-PC（自走型車いす）採用。
- 2007年（平成19年）7月 - 東陽精工株式会社と合併。大阪市東淀川区に大阪営業所を新設。
- 2008年（平成20年）3月 - COLOURS IN MOTION(USA)を子会社化。
- 2009年（平成21年）6月 - 手動標準形車いす（自走用・介助用）24機種の「JIS認証（JIS T 9201:2006）」を取得。（世界初取得）
  - 11月 - 地域経済総合研究所主催（後援：総務省、日本経済新聞社）「第15回ちいき経済賞」において「ヒューマニティー賞」を受賞。
- 2011年（平成23年）11月 - 車椅子のVortex（ヴォルテックス）が日本デザイン振興会より「グッド・デザイン賞特別賞（中小企業庁長官賞）」受賞[1]。
- 2012年（平成24年）7月 - ホンダR&D太陽株式会社が開発した「フルカーボン（炭素繊維強化プラスチック）モノコックボディ」の陸上競技用車椅子を販売開始[2]。

## 事業所

### 工場
- 本社工場 - 愛知県北名古屋市沖村権現35-2
- 徳重工場 - 愛知県北名古屋市
- 名古屋工場 - 愛知県名古屋市
- 一宮工場 - 愛知県一宮市

### 営業拠点
- 本社 - 愛知県北名古屋市沖村権現35-2
- 東京営業所 - 東京都文京区千石2丁目2-1
- 大阪営業所 - 大阪府大阪市東淀川区豊里6-16-10
- 九州営業所 - 福岡県福岡市博多区昭南町2丁目3-8